# Атлетика на Летњим олимпијским играма 1928 — штафета 4 × 100 метара за жене
Штафетна трка 4 х 100 метара за жене, је била, једна од 5 женских дисциплина атлетског програма на Летњим олимпијским играма 1928. у Амстердаму, Холандија. Такмичење је одржано 4. и 5. августа на Олимпијском стадиону.
Победничка штафета Канаде поставила је у квалификацијама светски и олимпијски рекорд, који је у финалној трци поправила.

## Учесници
Учествовало је 8 штафета, из исто толико земаља.
| - Белгија - Канада - Француска - Немачка | - Италија - Холандија - Шведска - САД |

## Систем такмичења
Такмичње у овој дисциплини је одржанао у два дана. Првог дана у квалификацијама су учествовале све штафете у две групе по 4 из којих су се по 3 првопласиране пласирале у финале.

## Рекорди

### Рекорди пре почетка такмичења
(стање 10. јул 2012)
| Светски рекорд    | 49,04                                 | АК Минхен 1860                        | Берлин, Немачка                       | 15. јул 1928.                         |
| Олимпијски рекорд | Први пут на Летњим олимпијским играма | Први пут на Летњим олимпијским играма | Први пут на Летњим олимпијским играма | Први пут на Летњим олимпијским играма |

## Нови рекорди после завршетка такмичења
| Светски рекорд    | 49,03 квал. | Канада Фани Розенфелд, Етел Смит, Флоренс Бел, Миртл Кук | Амстердам, Холандија | 4. август 1928. |
| Олимпијски рекорд | 49,03 квал. | Канада Фани Розенфелд, Етел Смит, Флоренс Бел, Миртл Кук | Амстердам, Холандија | 4. август 1928. |
| Светски рекорд    | 48,04 фин.  | Канада Фани Розенфелд, Етел Смит, Флоренс Бел, Миртл Кук | Амстердам, Холандија | 5. август 1928. |
| Олимпијски рекорд | 48,04 фин.  | Канада Фани Розенфелд, Етел Смит, Флоренс Бел, Миртл Кук | Амстердам, Холандија | 5. август 1928. |

## Резултати

### Квалификације
Такмичење је одржано 4. августа. Осам репрезентација су подељене у две групе, а по три првпласиране аутоматски су се квалификовале у финале (КВ)
| Место | Група | Земља     | Састав штафете                                                           | Резултат | Белешка    |
| ----- | ----- | --------- | ------------------------------------------------------------------------ | -------- | ---------- |
| 1.    | 1     | Канада    | Фани Розенфелд, Етел Смит, Флоренс Бел, Миртл Кук                        | 49,3     | СР, ОР, КВ |
| 2.    | 2.    | САД       | Мери Вошберн, Џеси Крос, Лорета Макнил, Бети Робинсон                    | 49,8     | КВ         |
| 2.    | 2.    | Немачка   | Роза Келнер, Хелена Шмид, Ани Холдман, Хелена Јункер                     | 49,8     | КВ         |
| 4.    | 1     | Холандија | Lies Aengenendt, Rie Briejèr, Nettie Grooss, Bets ter Horst              | 50,4     | КВ         |
| 5.    | 1     | Француска | Georgette Gagneux, Yolande Plancke, Marguerite Radideau, Lucienne Velu   | 53,2     | КВ         |
| 6.    | 2     | Италија   | Luisa Bonfanti, Giannina Marchini, Derna Polazzo, Vittorina Vivenza      | Непознат | КВ         |
| 7.    | 1.    | Шведска   | Мауд Сундберг, Инга Јенцел, Еми Петерсон, Рут Сведберг                   | 53,2     |            |
| 8.    | 2     | Белгија   | Elise Van Truyen, Rose Van Crombrugge, Juliette Segers, Léontine Stevens | Непознат |            |

### Финале
| Место | Атлетичар | Земља                                                          | Резултат | Белешка |
| ----- | --------- | -------------------------------------------------------------- | -------- | ------- |
|       | Канада    | Фани Розенфелд, Етел Смит, Флоренс Бел, Миртл Кук              | 48,4     | СР, ОР  |
|       | САД       | Мери Вошберн, Џеси Крос, Лорета Макнил, Бети Робинсон          | 48,8     |         |
|       | Немачка   | Роза Келнер, Хелена Шмид, Ани Холдман, Хелена Јункер           | 49,0     |         |
| 4     | Француска | Жоржет Гање, Yolande Plancke, Маргерит Радидо, Лисијен Вели    | 49,6     |         |
| 5     | Холандија | Lies Aengenendt, Rie Briejèr, Nettie Grooss, Bets ter Horst    | 49,8     |         |
| 6     | Италија   | Луиза Бонфанти, Ђанина Маркини, Дерна Полацо, Виторина Вивенца | 53,6     |         |